# Josef Valerián

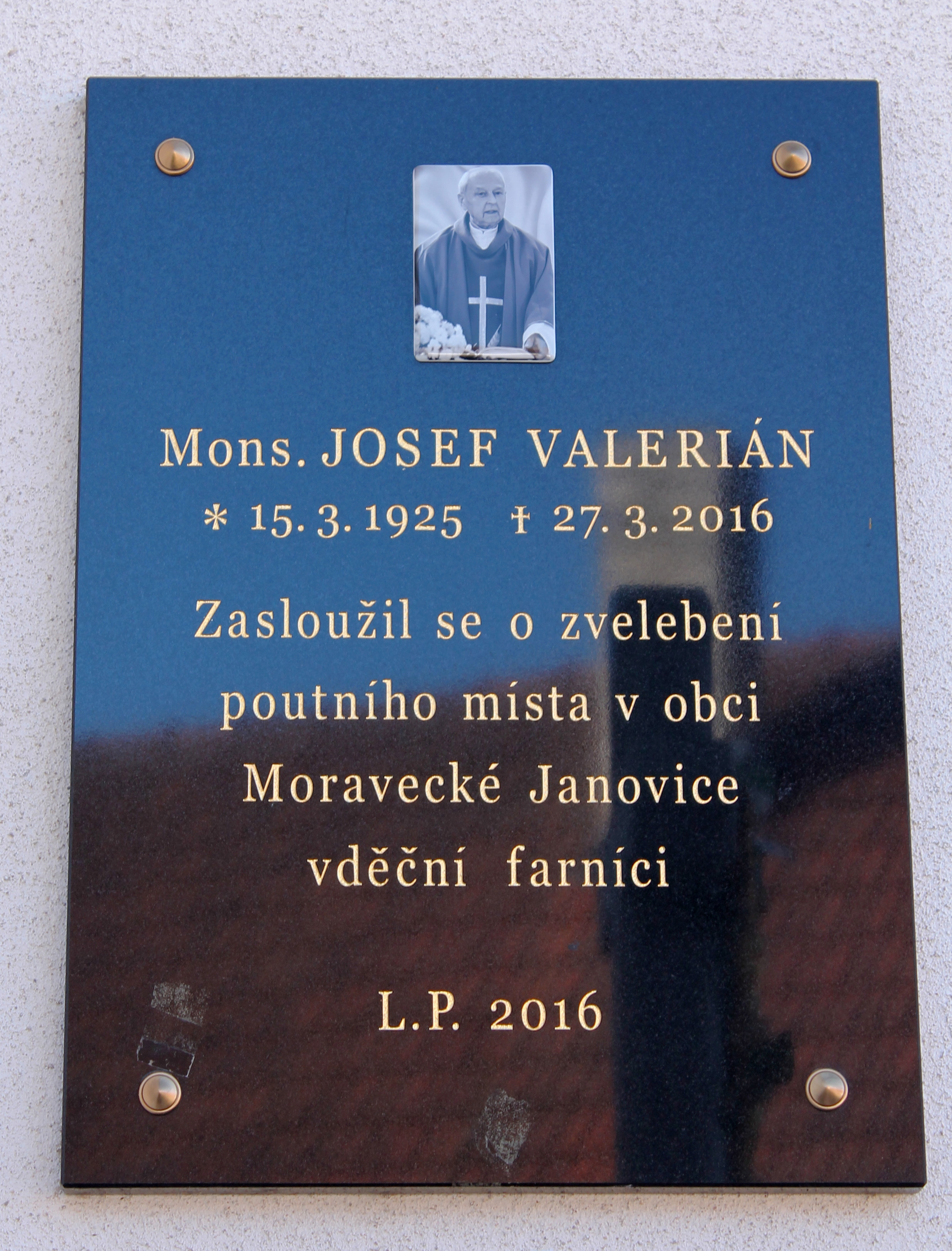
Pamětní deska Josefa Valeriána na kapli v Moraveckých Janovicích

Josef Valerián (15. března 1925 Zborovice – 27. března 2016 Nové Město na Moravě) byl římskokatolický kněz brněnské diecéze, politický vězeň komunistického režimu (v souvislosti s „případem Babice“), kaplan Jeho Svatosti a farář farnosti Moravec.

## Život
Dětství prožil v Boskovicích a po studiích na gymnáziu a v kněžském semináři byl v roce 1949 v Brně vysvěcen na kněze. Jako kaplan byl poslán k faráři Janu Podveskému do Jaroměřic nad Rokytnou. Kněží odtud dojížděli mimo jiné vypomáhat se zpovídáním do nedaleké Rokytnice nad Rokytnou, kde byl farním administrátorem P. Jan Bula.
V Babicích došlo 2. července 1951 k zastřelení funkcionářů MNV (viz případ Babice) a následnými represemi bylo postihnuto i několik katolických kněží, kteří se zastřelením funkcionářů neměli nic společného. Jakožto „babičtí vrazi“ byli zatčeni i P. Podveský a P. Valerián. Poté, co P. Valeriánovi nebylo nic prokázáno, byl odvezen do Želiva, kde prožil dva roky v internaci.
Po propuštění ze Želiva byl poslán k PTP do Komárna. Později mu bylo umožněno působit v duchovní správě jako kaplan ve farnosti Ořechov. Následně byl přeložen do Jihlavy, pak do Tišnova. V Tišnově byl v roce 1962 opět zatčen, a rok nato byl odsouzen za podvracení republiky na dva a půl roku. Po propuštění pracoval v civilních zaměstnáních. Do duchovní správy se mohl vrátit až v roce 1968, kdy byl ustanoven farářem v Lanžhotě. Z Lanžhota byl v roce 1976 přeložen na Moravec, kde působil jako farář do května 2015. Poslední rok života strávil v Charitním domově důchodců pro kněze na Moravci, zemřel 27. března 2016 – na Hod Boží velikonoční, v nemocnici v Novém Městě na Moravě.

## Ocenění
V roce 2000 ho papež Jan Pavel II. jmenoval kaplanem Jeho Svatosti. V roce 2007 mu brněnský biskup Vojtěch Cikrle udělil za obětavou kněžskou službu medaili sv. Petra a Pavla.